# 반복문
컴퓨터 프로그래밍에서 반복문(영어: iteration)은 제어문중 하나로, 프로그램 소스 코드내에서 특정한 부분의 코드가 반복적으로 수행될 수 있도록 하는 구문이다.
에츠허르 데이크스트라는 '구조화 프로그램 정리'(structed program theorem)에서 모든 프로그래밍 언어는 순차실행문(sequence), 조건문(selection), 반복문(repetition)으로 구성된 3개의 서브프로그램(subprogram) 유형을 필연적으로 가지고 있음을 언급한 바 있다.

## 예
for 루프 또는 while 루프등은 반복문들의 일종이다.
한편 for 루프는 while 루프와 같은 다른 반복문과는 달리 일반적으로 해당 루프에 연계된 루프 변수가 존재하며, 그 변수의 증감등 변화를 비교하기 위해서 별도의 문법 구문을 추가로 할애한 점이 강점이다.

## 같이 보기
- 구조적 프로그래밍